# Kočkodan husarský
Kočkodan husarský (Erythrocebus patas) je primát rozšířený v západní až východní Africe v travnatých stepích. Pobíhá po čtyřech, tak rychle, že vyvine rychlost až 50 km/h. Za den dokáže uběhnout až 10 km. Na strom se neuchyluje ani v případě nebezpečí, ale někdy na nich nocuje. Také porod probíhá na stromě.

## Popis
Dosahuje délky 60–88 cm a váhy 10–13 kg. Živí se převážně ovocem, semeny, hmyzem, ještěrkami a ptačími vejci. Žije ve větších skupinách po 10–15, každá skupina má své území okolo 20 km².

Musí být neustále pohromadě, nebo se alespoň vidět. Proto se také příliš často neozývají, jsou si stále jeden druhému na dohled.